# Juan Mónaco
Juan Mónaco (Tandil, 29 marzo 1984) è un ex tennista argentino.
In singolare ha vinto nove tornei del circuito maggiore e ha raggiunto la 10ª posizione del ranking ATP nel luglio 2012. Si è distinto anche in doppio, con tre titoli ATP e la 41ª posizione mondiale del gennaio 2009. Nel 2004 ha esordito nella squadra argentina di Coppa Davis, e ha preso parte al primo storico trionfo argentino nell'edizione del 2016.

## Biografia
Figlio di Hector, un uomo d'affari, e di Cristina, architetto, ha una sorella, Mara, e un fratello, Andres. Soprannominato Pico dagli amici, è nato a Tandil, la stessa città del collega Juan Martín del Potro, con il quale i rapporti non sono stati cordiali. Durante la carriera è andato a risiedere nella capitale argentina Buenos Aires. Nel 2008 ha avuto una relazione con la cantante, attrice e modella Luisana Lopilato. Successivamente è stato legato alle modelle Zaira Nara e Carolina Pampita Ardohain.

## Caratteristiche tecniche
Seguito dai coach José Manuel Clavet, Mariano Zabaleta e Sebastian Prieto, era destrorso e giocava il rovescio a due mani. Si è formato tennisticamente a Barcellona, dove ha vissuto tra i 15 e i 18 anni. Specialista della terra battuta – su cui ha vinto 9 dei suoi titoli in singolare e uno in doppio – era a suo agio anche sui campi in cemento, su cui ha vinto un titolo ATP in singolare e due in doppio. Dopo alcune stagioni a discreti livelli, è definitivamente esploso nella stagione 2007 vincendo 3 tornei ATP in singolare ed entrando tra i primi 20 giocatori al mondo.

## Carriera

### Tra gli juniores
Da juniores gioca solo tre tornei in singolare e tre in doppio nell'ITF Junior Circuit tra il 2000 e il 2002. Si mette in luce soprattutto al prestigioso Orange Bowl del dicembre 2001 spingendosi fino alle finali e perdendole entrambe, quella in singolare contro Robin Söderling e quella in doppio in coppia con Máximo González contro Philipp Petzschner / Simon Stadler.

### 2001-2003, inizi e primi titoli nel circuito ITF
Muove i primi passi tra i professionisti nel 2001 nel circuito ITF, disputa il primo torneo all'ITF Spain F4 e si spinge fino ai quarti di finale. L'anno successivo alza il primo trofeo da professionista vincendo il singolare al torneo ITF Jamaica F20 e nello stesso anno debutta nei tornei delle ATP Challenger Series. Nel 2003 vince altri quattro tornei ITF e a fine anno abbandona questo circuito.

### 2004, prime semifinali ATP, esordio in Coppa Davis e top 70 nel ranking
Nel gennaio 2004 arriva il suo unico titolo conquistato in un torneo Challenger con la vittoria in finale a San Paolo del Brasile su Adrián García per 6-4, 7-6. A febbraio disputa il suo primo torneo ATP e perde nei quarti di finale nel set decisivo contro il nº 4 del mondo Guillermo Coria, a fine torneo fa il suo ingresso nella top 200. Il mese dopo disputa il suo primo torneo Tennis Masters Series al Miami Open, dove elimina il nº 19 del mondo Gustavo Kuerten ed esce al terzo turno per mano di Paradorn Srichaphan. Grazie a questi risultati, il mese dopo fa il suo esordio anche in Coppa Davis, viene schierato a risultato già acquisito dalla Bielorussia e perde in tre set contro Vladimir Voltchkov. A maggio gioca per la prima volta un torneo del Grande Slam al Roland Garros, supera il primo turno e al secondo cede in tre set a Coria. Nel prosieguo della stagione disputa le prime due semifinali ATP al Sopot Open e ai Campionati Internazionali di Sicilia, perse contro  Jose Acasuso e Filippo Volandri. Al suo esordio agli US Open non va oltre il primo turno. Ad agosto entra nella top 100 del ranking e a ottobre sale alla 70ª posizione mondiale.

### 2005-2006, prima finale ATP e top 60
Nel 2005 esordisce agli Australian Open con una sconfitta al primo turno. Una serie di risultati negativi lo fanno uscire dalla top 100 e vi fa subito rientro disputando la sua prima finale ATP a Casablanca, persa contro Mariano Puerta per 4-6, 1-6. A maggio porta il miglior ranking al 59º posto e nella seconda parte della stagione raggiunge una sola volta i quarti di finale nei tornei ATP. A inizio 2006 perde in semifinale all'ATP di Costa do Sauípe. Raggiunge per la prima volta il terzo turno in uno Slam al Roland Garros con la vittoria su Fernando Verdasco e viene eliminato dal nº 4 ATP Ivan Ljubicic dopo aver vinto i primi due set. Subito dopo esce in semifinale allo Stuttgart Open, suo ultimo risultato rilevante in stagione.

### 2007, primi tre titoli ATP e top 20
Il 2007 è un anno di svolta per Monaco, durante il quale fa grandi progressi nel ranking. Vince il suo primo titolo ATP a febbraio all'Argentina Open superando in finale Alessio Di Mauro per 6-1, 6-2. Si ripete a maggio nella finale dell'ATP Pörtschach, vinta contro Gaël Monfils 7-6, 6-0. Disputa il suo primo match di quarto turno in uno Slam al Roland Garros ed esce di scena per mano di Guillermo Canas. A luglio vince il terzo titolo del circuito maggiore all'ATP International Series Gold di Kitzbühel, elimina tra gli altri il nº 7 del mondo Tommy Robredo e in finale ha la meglio su Potito Starace per 5-7, 6-3, 6-4. Dimostra di essere competitivo anche sul cemento raggiungendo il terzo turno al Cincinnati Open (approfittando del ritiro di Rafael Nadal dopo aver vinto il primo set) e il quarto agli US Open; il 17 settembre sale al 19º posto mondiale. Sempre sul cemento sconfigge al Madrid Open il nº 10 del mondo Tommy Haas ed esce al terzo turno.

### 2008, due finali ATP e 14º in singolare, primi due titoli ATP e 48º in doppio
Riprende a salire nel ranking nei primi tornei del 2008 raggiungendo la semifinale all'Auckland Open, il terzo turno agli Australian Open e la finale al Chile Open, dove si ritira prima di giocare e porta il miglior ranking alla 14ª posizione. Nello stesso periodo disputa le sue prime tre finali ATP in carriera in doppio, vince il primo titolo di specialità a Auckland con Luis Horna sconfiggendo in finale Xavier Malisse / Jürgen Melzer per 6-4 3-6 [10-7]. Gioca le altre due con Máximo González, si ritirano durante quella di Viña del Mar e ad aprile in quella di Valencia sconfiggono Travis Parrott / Filip Polášek per 7-5, 7-5. Con questi successi sale al 78º posto mondiale. Sempre ad aprile torna a giocare in Davis dopo quattro anni e si aggiudica il primo match in carriera superando Thomas Johansson nella sfida vinta 4-1 contro la Svezia. A maggio disputa una nuova finale in singolare a Pörtschach e cede in tre set al nº 4 del mondo Nikolaj Davydenko. Dopo la semifinale persa a Varsavia contro Robredo, fa il suo esordio olimpico ai Giochi di Pechino e viene eliminato al primo turno in singolare e in doppio. Il finale di stagione gli riserva poche soddisfazioni in singolare e a ottobre scende al 51º posto. Ottiene invece uno dei risultati più prestigiosi in carriera in doppio agli US Open raggiungendo con González la semifinale e spingendosi fino al 48º posto mondiale.

### 2009-2010, quattro finali ATP in singolare, una finale ATP e 41º in doppio
Il 5 gennaio 2009 raggiunge il miglior ranking di doppio in carriera alla 41ª posizione. Il mese successivo perde con Lucas Arnold Ker la finale di doppio al Brasil Open contro Marcel Granollers / Tommy Robredo e la finale in singolare all'Argentina Open nel tie-break decisivo contro Tommy Robredo. Raggiunge per la prima volta i quarti in un Masters agli Internazionali d'Italia dopo aver eliminato il nº 4 del mondo Andy Murray e viene sconfitto da Fernando Gonzalez; nel torneo romano raggiunge la semifinale in doppio. A luglio perde la finale allo Swedish Open contro Robin Söderling e a settembre quella di Bucarest contro Albert Montañés. Nel febbraio 2010 perde al Chile Open contro Thomaz Bellucci la sesta finale consecutiva in singolare. Dopo aver disputato nei tornei ATP successivi due semifinali, a marzo raggiunge per la prima volta i quarti all'Indian Wells Open e viene eliminato da Ivan Ljubicic dopo aver vinto il primo set. Subisce un calo di rendimento e a ottobre scende al 41º posto del ranking. Si riscatta a Shanghai raggiungendo la sua prima semifinale Masters con il successo in rimonta su Jürgen Melzer e cede in due set a Murray. Si prende la rivincita su Murray al successivo torneo di Valencia ed esce di scena nei quarti di finale.

### 2011, una finale ATP e finali in Coppa Davis e World Team CUP
Nella parte iniziale del 2011 non va oltre due quarti di finale in singolare nei tornei ATP. In doppio non ripete i risultati delle due stagioni precedenti e a maggio esce dalla top 300. Quello stesso mese, con tre vittorie in doppio e quelle su Andrey Golubev e sul nº 10 del mondo Mardy Fish in singolare, spinge l'Argentina in finale alla World Team Cup, persa contro la Germania. Tra i pochi risultati di valore nella parte centrale della stagione c'è il quarto turno raggiunto agli US Open e il suo contributo nell'accesso dell'Argentina alla finale di Coppa Davis. A novembre raggiunge la finale all'ATP World Tour 500 series di Valencia dopo i successi su Nicolas Almagro e sul nº 5 del mondo David Ferrer e cede nel tie-break decisivo contro Marcel Granollers. Sconfitto nei quarti di finale al Paris Masters, l'ultimo impegno del 2011 è la finale di Davis persa 3-1 contro la Spagna, gioca solo il primo singolare e Nadal gli concede quattro giochi.

### 2012, quattro titoli ATP e top 10
Dopo quattro anni e mezzo, nel febbraio 2012 torna a vincere un torneo in singolare al Chile Open superando in finale Carlos Berlocq al terzo set e rientra dopo tre anni e mezzo nella top 20. Raggiunge la sua prima semifinale al Miami Open grazie ai successi su Gael Monfils e Mardy  Fish e viene sconfitto da Novak Djokovic. Vince il titolo anche al successivo torneo di Houston superando in finale il nº 10 del mondo John Isner al terzo set. Torna a giocare il quarto turno al Roland Garros e subisce una pesante sconfitta da Nadal. Vince i suoi primi incontri in carriera a Wimbledon ed esce di scena al terzo turno. Raggiunge la finale al successivo Stuttgart Open e perde in tre set contro Janko Tipsarević. Il grande momento di forma trova conferma la settimana dopo con il trionfo al prestigioso ATP 500 di Amburgo, nella cui finale batte Tommy Haas con il punteggio di 7-5, 6-4. A fine torneo sale alla 10ª posizione mondiale. Torna a Wimbledon per disputare il torneo olimpico ed esce di scena al secondo turno. A fine settembre vince il suo quarto titolo stagionale a Kuala Lumpur, dove sconfigge Kei Nishikori in semifinale e in finale Julien Benneteau. A fine ottobre abbandona definitivamente la 10ª posizione mondiale dopo averla occupata per un totale di otto settimane.

### 2013, un titolo e una finale in singolare, una finale in doppio
Vince entrambi i singolari nel primo turno di Coppa Davis contro la Germania. A febbraio perde la finale di doppio a Viña del Mar in coppia con Nadal. Vince uno dei due singolari nei quarti di finale di Davis in cui l'Argentina elimina la Francia. Cede in semifinale sulla terra di Houston a Isner, che aveva sconfitto in finale l'anno precedente. Dopo essere sceso alla 30ª posizione, risale con i quarti raggiunti al Barcelona Open e soprattutto con il titolo vinto a maggio al Düsseldorf Open, sconfiggendo in finale in due set Jarkko Nieminen. Ad Amburgo, dove era campione uscente, non va oltre i quarti di finale. Raggiunge ad agosto la finale a Kitzbühel e viene sconfitto in tre set da Marcel Granollers. Dopo i negativi risultati nella trasferta americana, perde il primo singolare nella semifinale di Davis vinta 3-2 dalla Repubblica Ceca. Chiude la stagione a fine settembre e a fine anno si trova alla 42ª posizione mondiale.

### 2014-2015, un titolo ATP in doppio e due finali in singolare, infortunio al polso
La prima parte della stagione è caratterizzata da un'alta percentuale di sconfitte, supera per la prima volta il secondo turno in maggio al Düsseldorf Open ed esce nei quarti di finale. Dopo i quarti di finale raggiunti in doppio al Roland Garros con Máximo González, a luglio perde la finale al Swiss Open Gstaad contro Pablo Andújar. Nel prosieguo della stagione disputa le semifinali a Kitzbühel e a Shenzhen e in estate resta per tre settimane fuori dalla top 100. Nel gennaio 2015 vince un titolo ATP in doppio dopo oltre sette anni a Doha in coppia con Nadal, con il successo in due set in finale su Julian Knowle / Philipp Oswald. Risale nel ranking di singolare con i quarti di finale raggiunti al Rio Open e soprattutto con la finale di Buenos Aires, nella quale subisce una secca sconfitta contro Nadal. Continua a risalire con il terzo turno a Indian Wells e i quarti di finale a Miami e rientra nella top 30 dopo i secondi turni raggiunti al Roland Garros e a Wimbledon. Ad agosto si infortuna gravemente al polso che gli faceva male da tre anni, deve quindi sottoporsi a un intervento chirurgico e a una lunga convalescenza.

### 2016-2017, un titolo ATP, Coppa Davis e ritiro
Rientra nel circuito nel febbraio 2016 e, dopo una serie di risultati negativi, ad aprile scende al 148º posto mondiale. Subito si riprende vincendo il suo nono e ultimo titolo ATP a Houston battendo in finale Jack Sock per 3-6, 6-3, 7-5. Dà forfait nei quarti di finale agli Internazionali d'Italia dopo aver eliminato il nº 4 del mondo Stan Wawrinka. A luglio disputa il suo ultimo incontro in Coppa Davis e perde contro Fabio Fognini nei quarti di finale vinti 4-1 contro l'Italia. Ai Giochi olimpici di Rio de Janeiro viene schierato solo in singolare ed esce al secondo turno. Nei restanti tornei del 2016 raggiunge il terzo turno solo ai Japan Open Tennis Championships, nel suo ultimo impegno stagionale. Non partecipa così alla finale di Coppa Davis, in cui l'Argentina si assicura per la prima volta il trofeo sconfiggendo la Croazia a Zagabria. Nel 2017 prende parte senza vincere alcun incontro solo ai tornei di Indian Wells, Miami e Houston. Il 15 maggio annuncia il ritiro dalle competizioni.

## Statistiche

### Singolare

#### Vittorie (9)
| Legenda                                                |
| Grande Slam (0)                                        |
| ATP World Tour Finals (0)                              |
| ATP Masters 1000 (0)                                   |
| ATP International Series Gold / ATP World Tour 500 (2) |
| ATP International Series / ATP World Tour 250 (7)      |

| N. | Data              | Torneo                                           | Superficie  | Avversario in finale | Punteggio        |
| 1. | 25 febbraio 2007  | Argentina Open, Buenos Aires                     | Terra rossa | Alessio Di Mauro     | 6-1, 6-2         |
| 2. | 27 maggio 2007    | ATP Pörtschach, Pörtschach                       | Terra rossa | Gaël Monfils         | 7–6(3), 6-0      |
| 3. | 29 luglio 2007    | Austrian Open Kitzbühel, Kitzbühel               | Terra rossa | Potito Starace       | 5-7, 6-3, 6-4    |
| 4. | 5 febbraio 2012   | Chile Open, Viña del Mar                         | Terra rossa | Carlos Berlocq       | 6-3, 6(1)–7, 6-1 |
| 5. | 15 aprile 2012    | U.S. Men's Clay Court Championships, Houston (1) | Terra rossa | John Isner           | 6-2, 3-6, 6-3    |
| 6. | 22 luglio 2012    | International German Open, Amburgo               | Terra rossa | Tommy Haas           | 7–5, 6–4         |
| 7. | 30 settembre 2012 | Malaysian Open, Kuala Lumpur                     | Cemento (i) | Julien Benneteau     | 7-5, 4-6, 6-3    |
| 8. | 26 maggio 2013    | Düsseldorf Open, Düsseldorf                      | Terra rossa | Jarkko Nieminen      | 6-4, 6-3         |
| 9. | 10 aprile 2016    | U.S. Men's Clay Court Championships, Houston (2) | Terra rossa | Jack Sock            | 3-6, 6-3, 7-5    |

#### Finali perse (12)
| Legenda                                            |
| Grande Slam (0)                                    |
| ATP World Tour Finals (0)                          |
| ATP Masters 1000 (0)                               |
| ATP World Tour 500 (1)                             |
| ATP International Series / ATP World Tour 250 (11) |

| N.  | Data              | Torneo                             | Superficie  | Avversario in finale | Punteggio        |
| 1.  | 10 aprile 2005    | Grand Prix Hassan II, Casablanca   | Terra rossa | Mariano Puerta       | 4-6 1-6          |
| 2.  | 3 febbraio 2008   | Chile Open, Viña del Mar           | Terra rossa | Fernando González    | w/o              |
| 3.  | 25 maggio 2008    | ATP Pörtschach, Pörtschach         | Terra rossa | Nikolaj Davydenko    | 2-6 6-2 2-6      |
| 4.  | 22 febbraio 2009  | Argentina Open, Buenos Aires (1)   | Terra rossa | Tommy Robredo        | 5-7 6-2 6(5)–7   |
| 5.  | 19 luglio 2009    | Swedish Open, Båstad               | Terra rossa | Robin Söderling      | 3-6 6(4)–7       |
| 6.  | 27 settembre 2009 | Romanian Open, Bucarest            | Terra rossa | Albert Montañés      | 6(2)–7 6(5)–7    |
| 7.  | 7 febbraio 2010   | Chile Open, Santiago               | Terra rossa | Thomaz Bellucci      | 2-6 6-0 4-6      |
| 8.  | 6 novembre 2011   | Valencia Open 500, Valencia        | Cemento (i) | Marcel Granollers    | 2-6 6-4 6(3)–7   |
| 9.  | 15 luglio 2012    | Stuttgart Open, Stoccarda          | Terra rossa | Janko Tipsarević     | 6-4, 5-7, 6-3    |
| 10. | 4 agosto 2013     | Austrian Open Kitzbühel, Kitzbühel | Terra rossa | Marcel Granollers    | 0-6, 7–6(3), 6-4 |
| 11. | 27 luglio 2014    | Swiss Open Gstaad, Gstaad          | Terra rossa | Pablo Andújar        | 3-6, 5-7         |
| 12. | 1º marzo 2015     | Argentina Open, Buenos Aires (2)   | Terra rossa | Rafael Nadal         | 4-6, 1-6         |

### Doppio

#### Vittorie (3)
| Legenda                                           |
| Grande Slam (0)                                   |
| ATP World Tour Finals (0)                         |
| ATP Masters 1000 (0)                              |
| ATP World Tour 500 (0)                            |
| ATP International Series / ATP World Tour 250 (3) |

| N. | Data            | Torneo                                       | Superficie  | Compagno        | Avversari in finale          | Punteggio      |
| 1. | 12 gennaio 2008 | Auckland Open, Auckland                      | Cemento     | Luis Horna      | Xavier Malisse Jürgen Melzer | 6-4 3-6 [10-7] |
| 2. | 19 aprile 2008  | Open de Tenis Comunidad Valenciana, Valencia | Terra rossa | Máximo González | Travis Parrott Filip Polášek | 7-5, 7-5       |
| 3. | 10 gennaio 2015 | Qatar Open ATP, Doha                         | Cemento     | Rafael Nadal    | Julian Knowle Philipp Oswald | 6-3, 6-4       |

#### Finali perse (3)
| Legenda                                           |
| Grande Slam (0)                                   |
| ATP World Tour Finals (0)                         |
| ATP Masters 1000 (0)                              |
| ATP World Tour 500 (0)                            |
| ATP International Series / ATP World Tour 250 (3) |

| N. | Data             | Torneo                       | Superficie  | Compagno         | Avversari in finale             | Punteggio     |
| 1. | 3 febbraio 2008  | Chile Open, Viña del Mar     | Terra rossa | Máximo González  | José Acasuso Sebastián Prieto   | 1-6, 0-3 rit. |
| 2. | 14 febbraio 2009 | Brasil Open, Costa do Sauípe | Terra rossa | Lucas Arnold Ker | Marcel Granollers Tommy Robredo | 4-6, 5-7      |
| 3. | 10 febbraio 2013 | Chile Open, Viña del Mar     | Terra rossa | Rafael Nadal     | Paolo Lorenzi Potito Starace    | 2-6, 4-6      |

## Risultati in progressione
| Sigla | Risultato               |
| ----- | ----------------------- |
| V     | Vincitore               |
| F     | Finalista               |
| SF    | Semifinalista           |
| O     | Oro olimpico            |
| A     | Argento olimpico        |
| SF    | Bronzo olimpico         |
| QF    | Quarti di Finale        |
| 4T    | Quarto turno            |
| 3T    | Terzo turno             |
| 2T    | Secondo turno           |
| 1T    | Primo turno             |
| RR    | Round Robin             |
| LQ    | Turno di qualificazione |
| A     | Assente                 |
| ND    | Non disputato           |

| Legenda superfici    |
| -------------------- |
| Cemento              |
| Terra battuta        |
| Erba                 |
| Superficie variabile |

| Torneo                | Torneo                | 2004            | 2005            | 2006            | 2007            | 2008            | 2009            | 2010            | 2011            | 2012            | 2013            | 2014            | 2015            | 2016            | 2017            | Titoli | V-S   |
| Grande Slam           |                       |                 |                 |                 |                 |                 |                 |                 |                 |                 |                 |                 |                 |                 |                 |        |       |
| Australian Open       | Australian Open       | A               | 1T              | 2T              | 1T              | 3T              | 1T              | 3T              | 2T              | 1T              | 1T              | 1T              | 1T              | A               | A               | 0 / 11 | 6-11  |
| Roland Garros         | Roland Garros         | 2T              | 1T              | 3T              | 4T              | 1T              | 2T              | 1T              | 1T              | 4T              | 1T              | 2T              | 2T              | 2T              | A               | 0 / 13 | 13-13 |
| Wimbledon             | Wimbledon             | A               | 1T              | A               | 1T              | A               | 1T              | A               | 1T              | 3T              | 3T              | A               | 2T              | 2T              | A               | 0 / 8  | 6-8   |
| US Open               | US Open               | 1T              | 1T              | 1T              | 4T              | 1T              | 1T              | 1T              | 4T              | 1T              | 1T              | 1T              | A               | 1T              | A               | 0 / 12 | 6-12  |
| Titoli                | Titoli                | 0               | 0               | 0               | 0               | 0               | 0               | 0               | 0               | 0               | 0               | 0               | 0               | 0               | 0               | 0 / 44 | N/A   |
| Vittorie-Sconfitte    | Vittorie-Sconfitte    | 1-2             | 0–4             | 3-3             | 6–4             | 2-3             | 1–4             | 2-3             | 4–4             | 5–4             | 2–4             | 1-3             | 2-3             | 2-3             | 0-0             | N/A    | 31-44 |
| ATP World Tour Finals |                       |                 |                 |                 |                 |                 |                 |                 |                 |                 |                 |                 |                 |                 |                 |        |       |
| ATP World Tour Finals | ATP World Tour Finals | Non Qualificato | Non Qualificato | Non Qualificato | Non Qualificato | Non Qualificato | Non Qualificato | Non Qualificato | Non Qualificato | Non Qualificato | Non Qualificato | Non Qualificato | Non Qualificato | Non Qualificato | Non Qualificato | 0 / 0  | 0-0   |
| Statistiche carriera  |                       |                 |                 |                 |                 |                 |                 |                 |                 |                 |                 |                 |                 |                 |                 |        |       |
| Finali ATP disputate  | Finali ATP disputate  | 0               | 1               | 0               | 3               | 2               | 3               | 1               | 1               | 5               | 2               | 1               | 1               | 1               | 0               | 21     | 21    |
| Tornei ATP vinti      | Tornei ATP vinti      | 0               | 0               | 0               | 3               | 0               | 0               | 0               | 0               | 4               | 1               | 0               | 0               | 1               | 0               | 9      | 9     |
| Ranking Fine Anno     | Ranking Fine Anno     | 73              | 85              | 69              | 23              | 46              | 30              | 26              | 26              | 12              | 42              | 62              | 53              | 65              | N/A             | 10     | 10    |